# Бешар (област)
Бешар (на арабски: ولاية بشار) е област на Алжир. Населението ѝ е 270 061 жители (по данни от април 2008 г.), а площта 161 400 кв. км. Намира се в часова зона UTC+01. Телефонният ѝ код е +213 (0) 29. Административен център е град Бешар. Голяма част от територията на областта не е годна за човешко обитаване. По-голямата част от заселванията са в оазиси.